# Radio Club Uruguayo
Radio Club Uruguayo (RCU) es una organización sin fines de lucro que nuclea radioaficionados uruguayos, ubicada en Barrio Pocitos, Montevideo. Fue fundado el 23 de agosto de 1933. La Estación Oficial es CX1AA.

## Historia
En Uruguay existían clubes privados de radioaficionados (Radio Clubes hispanohablantes) desde 1922, cuando se fundó el primero. El segundo siguió en 1924. En abril de 1925, la Unión Internacional de Radioaficionados (IARU) se fundó en París como la unión internacional de asociaciones nacionales de radioaficionados. 

## Descripción
El propósito del Radio Club Uruguayo es unir a los radioaficionados del país, fortalecer la cohesión y trabajar juntos en el progreso de la tecnología radioeléctrica. El RCU es una organización sin fines de lucro que promueve a sus miembros y apoya sus actividades. Participa de activaciones anuales de Faros junto a sus socios, como el Faro Cerro de Montevideo, Faro de Punta Brava, Faro de Punta del Este. Este evento produce la activación de estaciones de radioaficionados desde faros y balizas, y que moviliza a expediciones en todo el continente sudamericano. El Radio Club Uruguayo CX1AA tiene un informativo que se emite los días sábados en 7230kHz ± a las 15:00 horas UTC. 
La revista del club se llama Boletín CX del Radio Club Uruguayo, Boletín CX para abreviar, donde CX corresponde a Uruguay. Aparece semanalmente y está dedicado a las diversas actividades de los miembros, como concursos de radioaficionados, campañas como SOTA y "DXs Expediciones", así como los temas típicos de la radioafición, como tecnología de transmisión y recepción, informes de pruebas, instrucciones de montaje para antenas y así sucesivamente. 
Han sido sus últimos presidentes Ricardo Pereyra CX2SC, Carlos Rodríguez CX7CO, Claudio Morgade CX4DX, Alfredo Kaunzinger CX2CQ, Horacio Rasetti CX8AF, Pablo Vidal CX7ACH.
La RCU es miembro de la Unión Internacional de Radioaficionados (IARU Región 2), la asociación internacional de asociaciones de radioaficionados, y representa los intereses de los radioaficionados uruguayos allí.